# Jakobuskirche (Lang-Göns)

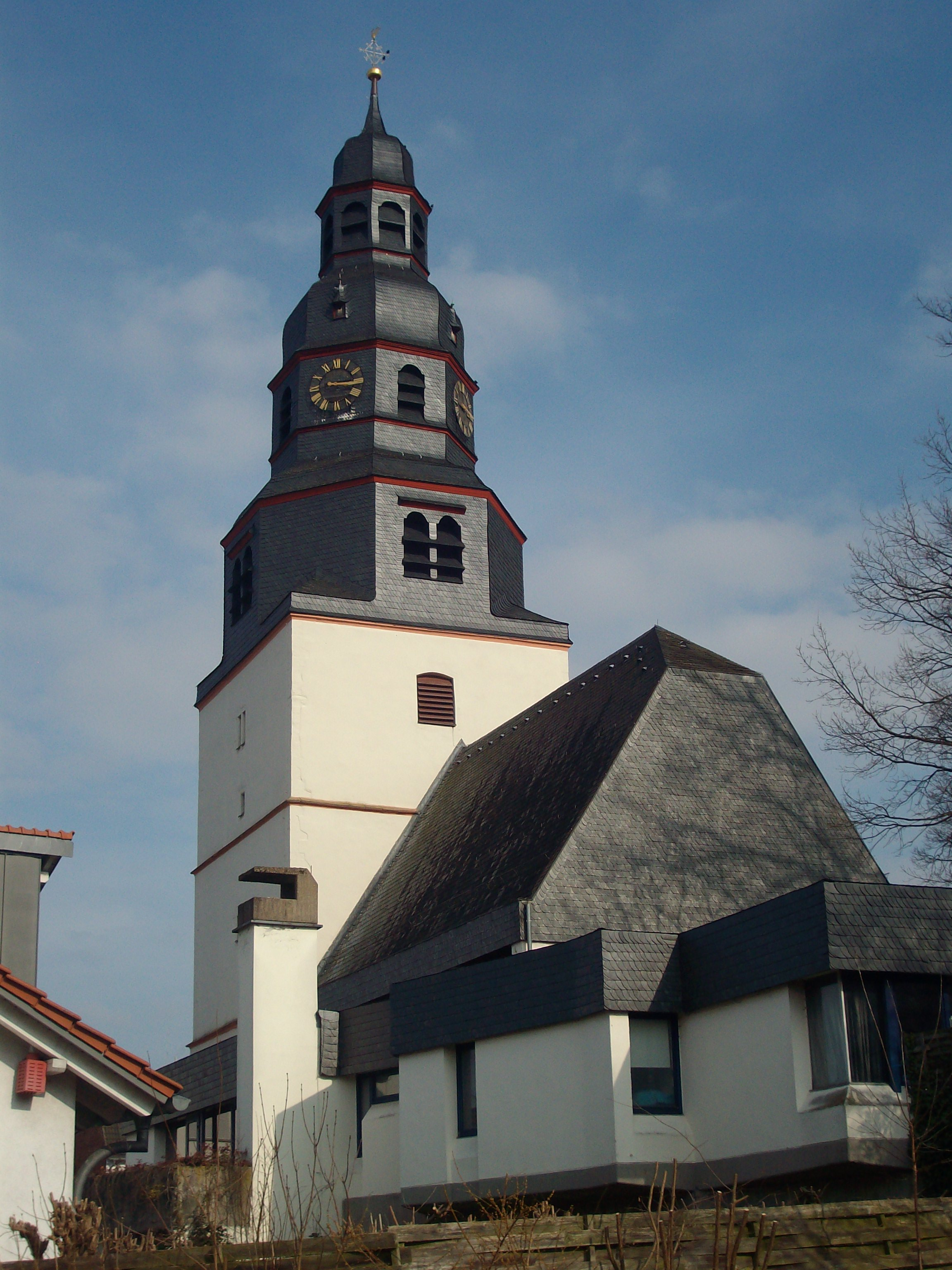
Jakobuskirche

Die heute evangelisch-lutherische Jakobuskirche steht im Zentrum des Ortsteils Lang-Göns in der Gemeinde Langgöns im Landkreis Gießen (Hessen). Sie ist ein hessisches Kulturdenkmal und durch den mächtigen Kirchturm aus der Zeit um 1500 ortsprägend.

## Geschichte

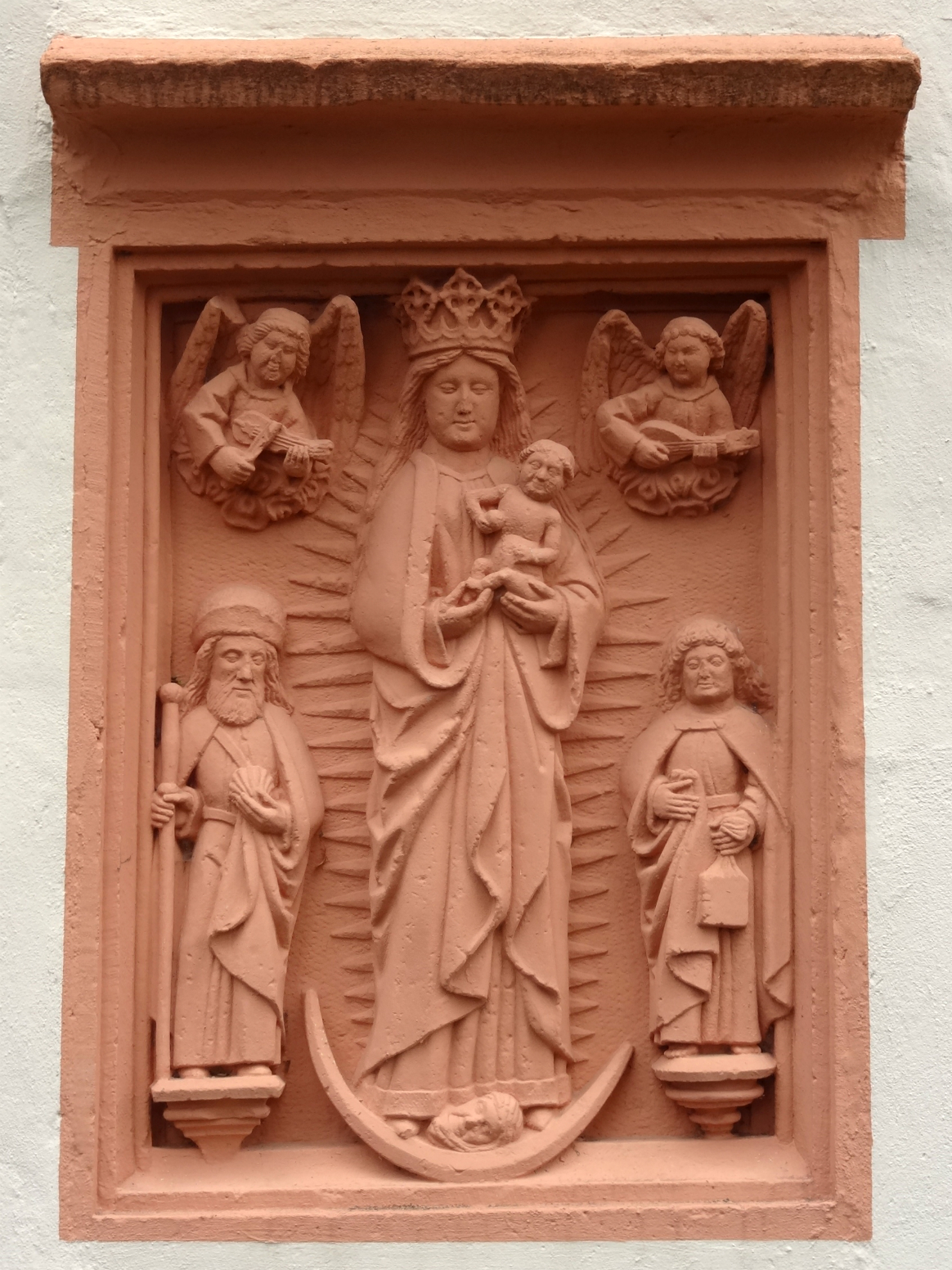
Links der Namenspatron Jakobus mit dem Wanderstab und Muschel

Im Mittelalter gehörte die Gönser Mark kirchlich zum Dekanat Wetzlar und Archidiakonat St. Lubentius Dietkirchen im Bistum Trier. Die Lang-Gönser Gemeinde wurde anfangs wohl von der Mutterkirche in Großenlinden betreut, wo auch das Sendgericht abgehalten wurde. Später gehörte sie als Filialkirche zu Kirch-Göns und wurde im 13. Jahrhundert zur selbstständigen Pfarrei erhoben. Eine erste Kapelle in Lang-Göns wird im Jahr 1235 erwähnt. Ein Flurname „bey der kirchen“ in der Straße „Am alten Stück“ könnte auf den Standort verweisen. Dieses Siedlungsgebiet wurde im Dreißigjährigen Krieg aufgegeben. Reste der ersten Kirche an der Obergasse, dem Vorgängerbau der heutigen Kirche, hatten sich möglicherweise bis zum Abriss 1968/69 erhalten. Sie wies im unteren Teil romanisches Schichten-Mauerwerk aus der Zeit vor dem 13. Jahrhundert und im oberen Bereich gotisches Bruchstein-Mauerwerk aus dem 14. Jahrhundert auf und hatte hohe Spitzbogen-Fenster. Das Kirchenschiff nahm etwa die Breite des heutigen Turms eins, wie die grob gemauerte Giebelwand und deren Ansätze an der Westseite des Turms belegen. Im Jahr 1296 ist Giselbert von Göns als erster Pfarrer („rector ecclesiae“) namentlich bezeugt. Namensgeber der Kirche war der heilige Jakobus der Ältere, der auf einem spätgotischen Steinrelief mit seinen Attributen dargestellt wird. Lang-Göns lag auf einem der zahlreichen Jakobswege. Im 15. Jahrhundert gab es neben einem Marienaltar einen Altar, der Jakobus geweiht war. Der Name Jakobuskirche ging im Laufe der Zeit verloren und wurde erst in den 1990er Jahren wiederentdeckt und 1997 offiziell eingeführt. Um 1500 wurde der heutige Kirchturm errichtet.
Langgöns schloss sich in den 1530er Jahren der Reformation an. Erster evangelischer Pfarrer war möglicherweise Jacob Cordtwage, der wegen seiner evangelischen Predigten Göttingen verlassen musste. Sicher verbürgt ist das Wirken von Johann Münster im Jahr 1537 und von Gerhard Ebel von 1543 bis 1573. (Erst nach dem Zweiten Weltkrieg entstand in Lang-Göns wieder eine katholische Gemeinde, die sich 1955 mit St. Josef ein eigenes Gotteshaus schuf.)
Nachdem das Langschiff 1546 einem Brand zum Opfer gefallen war, brannte die erweiterte Kirche 1568 ebenfalls ab. Auf die Erneuerung des Kirchenschiffs weist ein Eintrag der Kirchenrechnung von Grüningen: „Der Kirchen zu Langgins zur Bawung ihrer Kirchen 1568 …“. Als der Turmhelm 1680 durch Blitzschlag Feuer fing, gelang es, den Brand zu löschen. Beim großen Dorfbrand von 1690 brannten der obere Teil des gotischen Spitzhelms und das Kirchendach jedoch vollständig ab. Kirche und Turmhelm wurden innerhalb von 18 Monaten erneuert. Der Turmhahn datiert von 1691. Im Jahr 1724 wurde eine neue Kanzel geschaffen. Einige Monate später fiel jedoch während einer Predigt ein großes Mauerstück auf die Kanzel, „nimbt ein Stück vom Cantzelkranz mit, sodaß ich der Pfarrer mich auf eine elende Arth, nämlich durch einen gefährlichen Sprung über die Cantzel herunter in die Weibsstühle hinab retten müssen“. 1792 wurden Kugel und Turmkreuz angebracht, 1816 die Turmuhr von Uhrmacher M. F. Pliska aus Butzbach, die 1952 erneuert wurde. Eine an der Nordseite des Turms angebaute Sakristei wurde 1822 ebenso abgebrochen wie ein außen an der Westmauer angebrachter Aufgang zu den Emporen. Seit der Innenrenovierung 1865 stand der Altar nicht mehr im Chorturm, sondern war bis zum Triumphbogen vorgerückt. Zudem wurde die Kanzel durch eine höhere mit einem gusseisernen Fuß ersetzt, der 1934 eine Holzverkleidung erhielt. Der Pfarrstuhl, der bisher im Turm seinen Platz gefunden hatte, wurde durch einen neuen ersetzt, der mit Glasscheiben versehen  und mit dem Kanzelaufgang verbunden war.
Im Jahr 1880 wurden die Gewölbe im Chor wieder freigelegt und die Orgelempore vergrößert. Das Turmdach wurde 1950 mit Schiefern neu eingedeckt. Bei der Erneuerung der Kirchturmspitze 1925 fanden sich im Knauf zwei Urkunden.
1896 gründete die Kirchengemeinde einen Baufonds zur Erweiterung der zu kleinen Kirche, der 1904 und 1906 in Verhandlungen trat. Die Denkmalpflege, die Inflation und die beiden Weltkriege verhinderten diese Pläne zunächst. Nach dem Zweiten Weltkrieg wurde das Langhaus immer baufälliger und schließlich von der Baupolizei gesperrt, bis es in den 1970er Jahren vollständig erneuert und um Gemeinderäume erweitert wurde. Der Entwurf von Flache und Hansen aus Darmstadt gewann die Ausschreibung. Der Abriss des Schiffs erfolgte 1968/1969, die Grundsteinlegung 1971 und die Einweihung aller Räume 1974. Förster & Nicolaus bauten 1977 eine neue Orgel. 24 Ölgemälde dienten in der alten Kirche als Brüstungsbilder der Emporen, von denen 20 nach und nach restauriert und um 1980 in den Neubau übernommen wurden. Das Gemeindezentrum wurde 2005 in Eigenleistung umgestaltet und der Turm 1988 und per Fundraising 2006 umfassend saniert. Nachdem die Mechanik der Kirchturmuhr dem Rost zum Opfer gefallen war, wurden die Zeiger 2014 mit elektrisch betriebenen Motoren ausgerüstet.

## Architektur

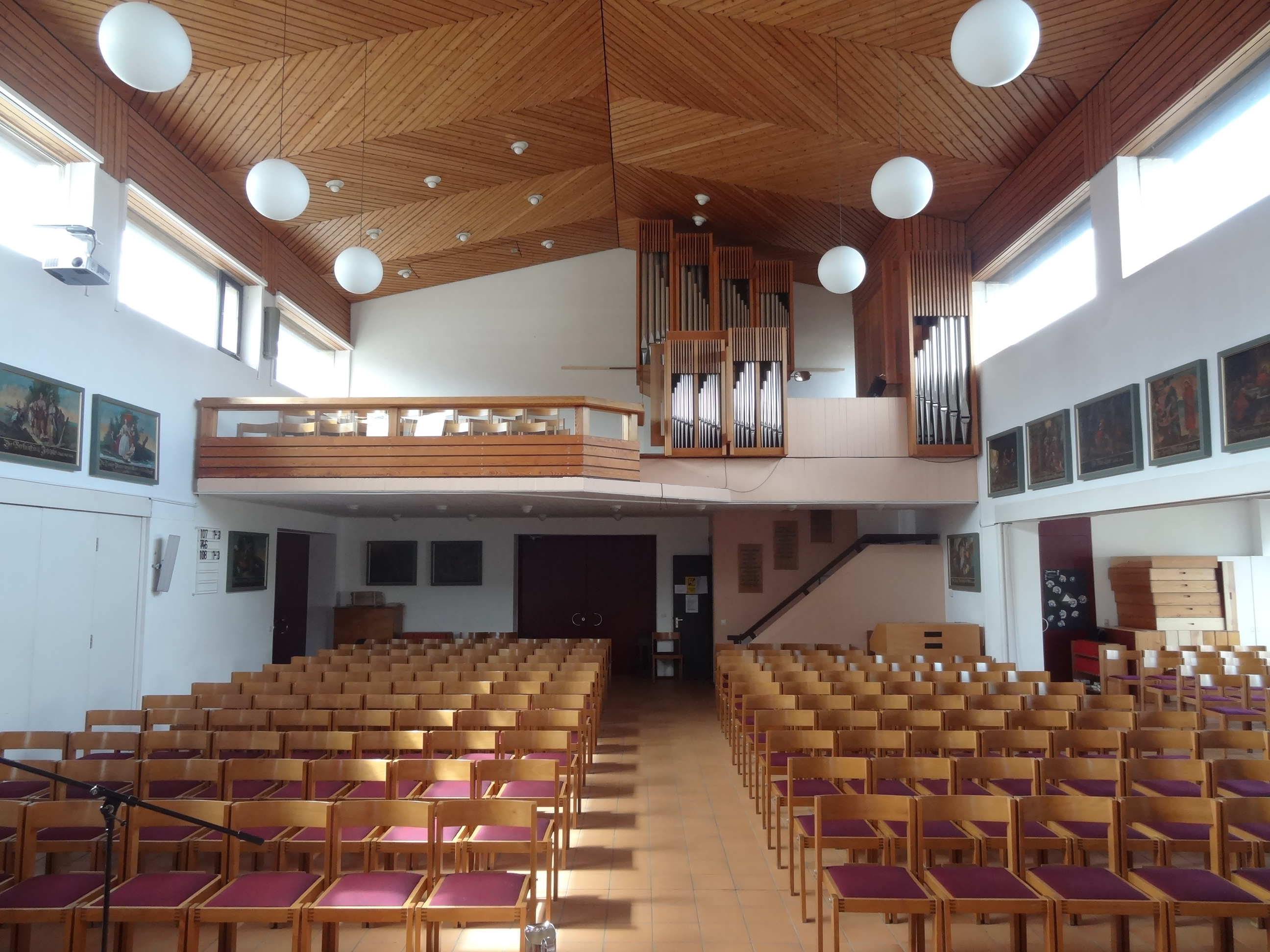
Blick auf die Orgelempore

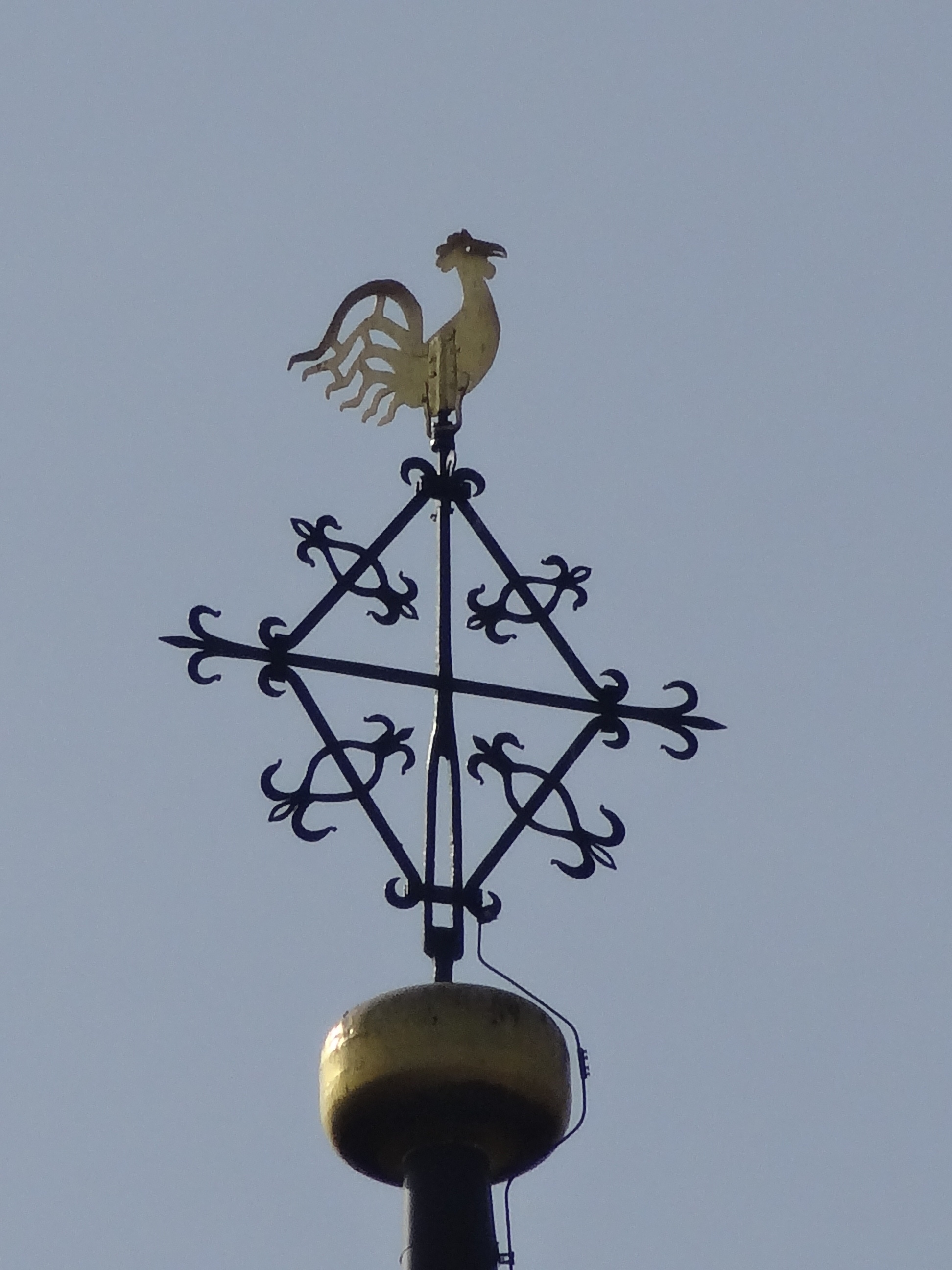
Turmkugel, Kreuz und Wetterhahn

Erhalten ist der 48 Meter hohe, mächtige Chorturm auf fast quadratischem Grundriss. Der mittelalterliche untere Teil ist aus Bruchstein gemauert und wird durch zwei Horizontalgesimse aus Sandstein in drei Geschosse von gleicher Höhe eingeteilt. Der schiefergedeckte barocke Turmhelm von 1690 ist achteckig und ebenfalls dreigeschossig. Geschweifte Pultdächer verbinden die Geschosse, die sich nach oben jeweils verjüngen. Der Glockenstuhl über dem Turmkubus geht in die Haube über, die wiederum von einer Laterne bekrönt wird. Den Abschluss bilden eine vergoldete Turmkugel, ein Kreuz und ein vergoldeter Wetterhahn. Bis zum Glockenstuhl sind es 102 Stufen, bis zur Turmhaube insgesamt 185 Stufen. Im Untergeschoss des Turms sind spätgotische Fenster mit Spitzbogen und zweiteiligem Maßwerk eingebrochen, das Fischblasen, Nasen, Kreise und Rundbögen aufweist. Den Eingang zum Chor an der Nordwand ermöglicht von außen eine große rechteckige Tür und von innen eine kleine Tür in einem spitzbogigen Portal. Ein Triumphbogen öffnet den Chor zum Langhaus. Er findet seine Entsprechung in einer großen spitzbogigen Blende an der östlichen Innenwand des Chorturms, der sich über das Fenster erstreckt.
An der Südseite des Turms sind zwei rote Sandsteinreliefs in Nischen angebracht. Das untere zwischen den beiden Fenstern zeigt Jakobus mit dem Wanderstab und der Jakobsmuschel links neben der Mondsichelmadonna mit Strahlenkranz und dem Jesuskind auf dem Arm. Auf der rechten Seite ist wahrscheinlich der Apostel Johannes dargestellt, der in einem Lederbeutel ein Buch trägt (vgl. Offb 12,1 ). Die oberen Bildecken werden von zwei musizierenden Putten ausgefüllt, eine mit einer Geige, die andere mit einer Laute. Das obere Relief stellt den gekreuzigten Christus dar, flankiert von Maria und Johannes.
Das gegenüber dem Turm verhältnismäßig kleine Langschiff hat ein leicht abgewalmtes, steiles Schopfwalmdach, das verschiefert ist. Der rechteckige Grundriss und die bauliche Konzeption lehnen sich an den Vorgängerbau an, sind aber vergrößert. Die flachen Gemeinderäume umschließen das Kirchenschiff hufeisenförmig von drei Seiten. Sie sind im oberen Teil ebenso wie die westliche Giebelseite des Langschiffs mit Schiefern gedeckt.
Der Friedhof war ursprünglich um die ganze Kirche angelegt und wurde bis 1814 genutzt. Von der alten Friedhofsmauer sind noch Mauerreste erhalten. Infolge der Einebnung des Friedhofs im Jahr 1864 gingen fast alle alten Grabsteine verloren. Zwei aus dem 17. Jahrhundert (1639 und 1694) und einer von 1709 sind in der Mauer des neuen Friedhofs angebracht und hessisches Kulturdenkmal (siehe Friedhofsweg ohne Nummer (Lang-Göns)). 1903 wurde die alte Winterlinde vor der Kirche als Naturdenkmal „Linde vor der Kirche“ (ND 21) ausgewiesen. Der Bronzelöwe an der Straßenseite wurde 1923 zum Gedächtnis an die im Ersten Weltkrieg Gefallenen aufgestellt, später jedoch auf einen niedrigeren Sockel gestellt.

## Ausstattung

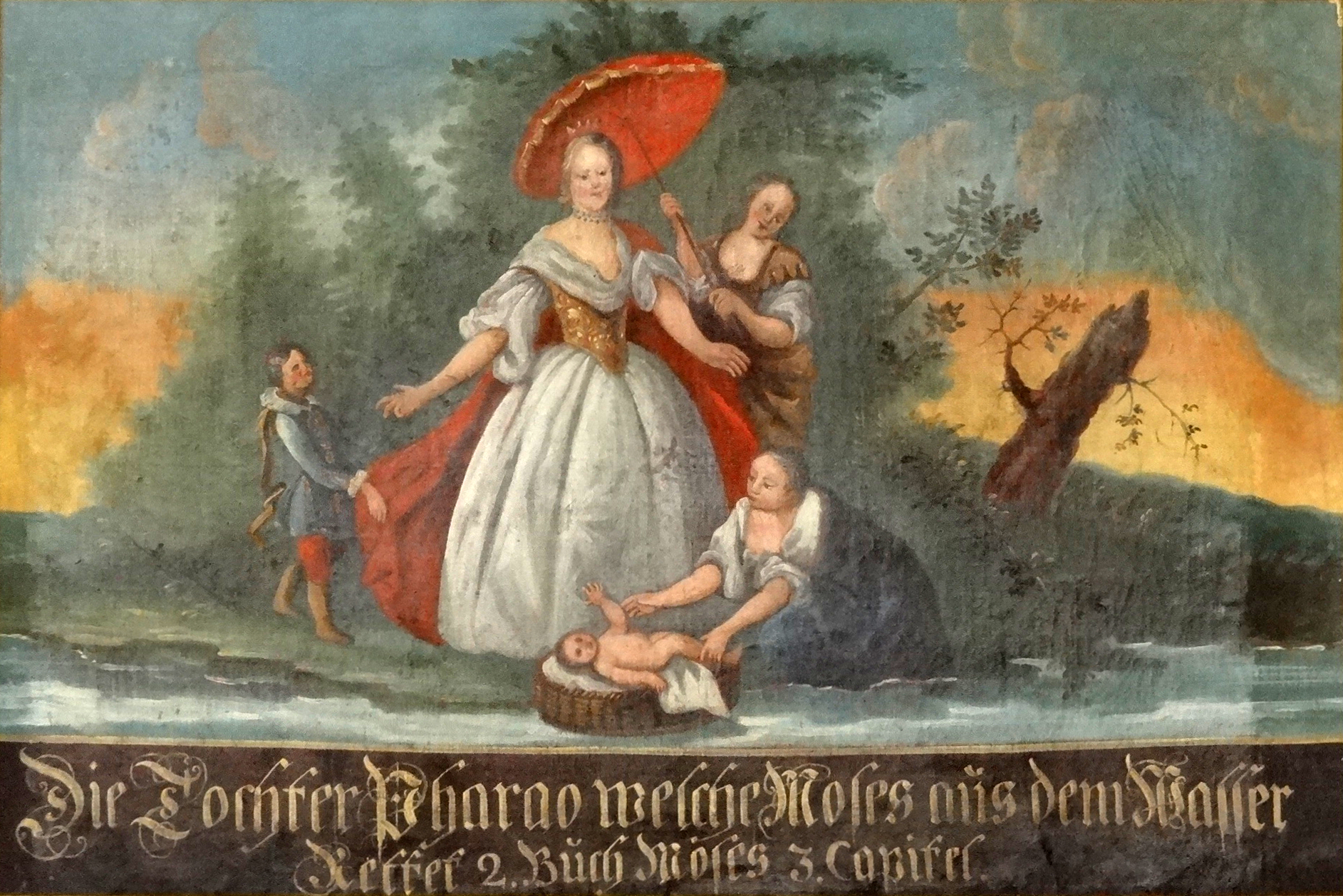
Pharaos Tochter rettet Mose (Daniel Hisgen, 1775)

Innenraum Richtung Chor

Der Innenraum wird von einer vertäfelten Holzdecke abgeschlossen. Da die Gemeinderäume rings um das Kirchenschiff angebaut sind, erhält es durch seine hoch sitzenden Fenster Licht. Die schlichten, holzsichtig gehaltenen Einrichtungsgegenstände wie Altar, Kanzel und Stühle sind beweglich, sodass die Kirche vielfältig nutzbar ist. An der Nord- und Südseite können die Wände zur Vergrößerung des Raums geöffnet werden.
Unterhalb der Oberlichter, seitlich des Triumphbogens und unter der Empore werden die Wände durch 20 Ölbilder mit biblischen Darstellungen belebt, die zu einem ehemaligen Zyklus von Emporenbildern gehörten. Im Jahr 2014 wurde die Signatur von Daniel Hisgen mit dem Jahr 1775 entdeckt, wodurch die Bilder dem Licher Rokoko-Maler zugewiesen werden konnten. Aufgehängt sind sieben Bilder mit Szenen aus dem Alten Testament vom Besuch der drei Engel bei Abraham bis zur Berufung des Mose am brennenden Dornbusch. Die 13 Darstellungen aus dem Neuen Testament zeigen Szenen aus dem Leben Jesu und das Pfingstfest. Vier weitere Bilder mit Szenen aus der Passionsgeschichte wurden aufgrund ihres schlechten Erhaltungszustands nicht restauriert, sondern eingelagert und erst im Jahr 2018 wiederentdeckt. Links vom Ostfenster im Chorturm ist an der Wand ein Kruzifix aus dem 18. Jahrhundert angebracht, das von dem Altar aus dem Vorgängerbau stammt.

## Orgel

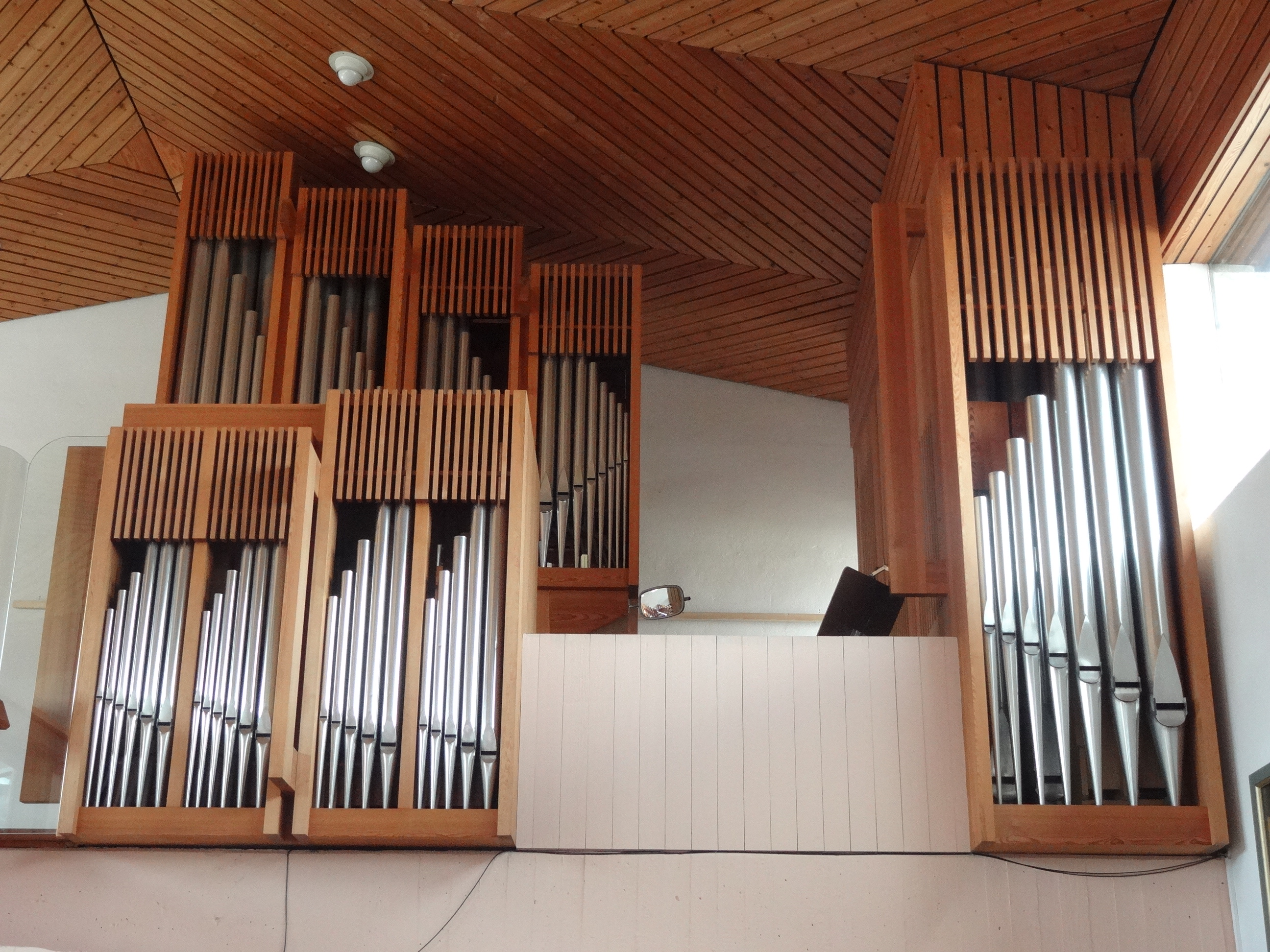
Orgel von 1977: links das Rückpositiv, dahinter das Hauptwerk, rechts das Pedalwerk

Schon vor 1600 ist eine Orgel bezeugt, die möglicherweise von Georg Wagner erbaut oder umgebaut wurde. Das kleine Instrument wurde 1661 vom Organisten und Orgelbauer H. Johann Wilhelm Schaum auf neun Register erweitert. Die vom Kirchbrand verschonte Orgel wurde ab 1839 von Johann Georg Bürgy ersetzt, aber erst nach seinem Tod im Jahr 1843 mit elf Registern vollendet. Förster & Nicolaus Orgelbau schufen im Jahr 1920 eine neue Orgel mit 14 Stimmen.
Die heutige Orgel von Förster & Nicolaus aus dem Jahr 1977 verfügt über 19 Register, die auf zwei Manuale und einem Pedalwerk in einem freistehenden Pedalturm verteilt sind. Der Prospekt des Hauptwerks besteht aus vier flachen Pfeifenfeldern, die entsprechend der Deckenschräge zur Mitte hin ansteigen. Hingegen sind die vier Felder des Rückpositivs in zwei Paaren unterschiedlicher Höhe angeordnet. Das Pedalwerk ist an der Nordseite in die Brüstung eingebaut. Nach oben hin werden alle drei Gehäuse von einer lamellenartigen Verzierung abgeschlossen. Die Disposition lautet:
| I Hauptwerk C–g3 |    |
| Prinzipal        | 8′ |
| Rohrflöte        | 8′ |
| Oktave           | 4′ |
| Koppelflöte      | 4′ |
| Oktave           | 2′ |
| Sesquialtera II  |    |
| Mixtur IV        |    |
| Trompete         | 8′ |

| II Rückpositiv C–g3 |       |
| Holzgedackt         | 8′    |
| Prinzipal           | 4′    |
| Rohrflöte           | 4′    |
| Waldflöte           | 2′    |
| Nasard              | 1 ⁄3′ |
| Scharf III          |       |
| Krummhorn           | 8′    |
| Tremulant           |       |

| Pedal C–f1 |     |
| Subbass    | 16′ |
| Choralbass | 8′  |
| Oktavbass  | 4′  |
| Posaune    | 16′ |

- Koppeln: II/I, I/P, II/P

## Glocken
Die Jakobuskirche besitzt ein Vierergeläut. Durch den Turmbrand von 1690 wurden die alten Glocken zerstört. Eine stammte laut Kirchenchronik von Arnold von Fulda. Vier neue Glocken wurden von Dilman Schmid und Antoni Fei aus Aßlar gegossen, von denen drei erhalten sind. Sie tragen verschiedene Inschriften. Auf den zwei größten sind Medaillons mit einer Frauenfigur mit wehendem Schleier angebracht, die neben einem Blumenkübel sitzt und an einer Blume riecht. Die Darstellung konnte bisher nicht in Beziehung zur Glocke oder Kirche gebracht werden. Die vierte wurde 1884 durch eine von Friedrich Otto 1811 gegossene Glocke ersetzt, musste 1917 zu Kriegszwecken abgetreten werden und wurde 1933 von F. W. Rincker in Sinn neu gegossen. 1942 wurden die Glocken 1, 3 und 4 an die Rüstungsindustrie abgegeben und verblieb der Gemeinde nur die zweite Glocke. Glocke 1 und 3 konnten nach dem Krieg an die Gemeinde zurückgeliefert werden, während die Glocke von 1933 eingeschmolzen wurde. Im Jahr 1956 wurde eine neue Glocke bei den Gebrüdern Rincker gegossen. Die Tonkombination der vier Glocken wird als „Idealquartett“ bezeichnet.
| Nr. | Gussjahr | Gießer, Gussort                     | Durchmesser (mm) | Höhe (mm) | Schlagton (HT-1/16) | Inschrift | Bild |
| --- | -------- | ----------------------------------- | ---------------- | --------- | ------------------- | --- | ---- |
| 1   | 1690     | Dilman Schmid und Antoni Fei, Aßlar | 1265             | 1.150     | dis1 -6             | „1690 zwischen dem 10 und 11 tag martii nahts umb zwei vhren seind hisige vier glocken zu sampt dem thorn [= Turm] vnd hundertfvenfzig gebev dvrch eine grose feuersbrvnst vf gangen nvn aber wieder in diesem iahr den 30 augvst auf christliche anordnvng hern m [magister] iohan casparn levn pastor HL [huius loci = diesen Ortes] wie avch beider hern beampten hern iohan henrich ellern vnd hern iohan philips clemen vnd der samptlichen gemeind durch dilman schmid vnd antoni faer von aslar wider gegosen worden gott bewahre evch liebe nach koemlimge vor dem gleichen schaden langgoens“ |      |
| 2   | 1690     | Dilman Schmid und Antoni Fei, Aßlar | 1180             | 1.050     | fis1 +4             | „1690 die suinder [Sünder] schreck ich / die schlafende weck ich / die dotten [Toten] bewein ich / zum gebet ruf ich / des juenste gerichts erinere ich dich / mitagsglock.“ |      |
| 3   | 1690     | Dilman Schmid und Antoni Fei, Aßlar | 925              | 450       | gis1 +8             | „in gotes namen flos ich / dilman schmid von aslar gos mich / morgenglock / 1690“ |      |
| 4   | 1956     | Gebr. Rincker, Sinn                 | 815              | 305       | h1 +10              | „Haltet an am Gebet / Roem. 12/12“ |      |

## Kirchengemeinde
Im Jahr 2017 umfasste die Gemeinde rund 2700 Mitglieder, die seit 2020 von 1,5-Pfarrstellen betreut werden. Sie zeichnet sich durch ein reges Gemeindeleben und eine reiche Kirchenmusik mit regelmäßigen Konzerten aus. Der Posaunenchor wurde 1890 gegründet und der Chor 1899. In Trägerschaft des Evangelischen Dekanats Gießen betreibt die Kirchengemeinde die evangelische Kindertagesstätte Arche in der Nähe der Kirche. Der Arbeitskreis „Leben nach Tschernobyl“ in der evangelischen Kirchengemeinde bestand von 1990 bis 2021. Seit 2012 ist eine Jugendreferentin für die Kinder- und Jugendarbeit angestellt. Die halbe Stelle soll von dem im September 2011 gegründeten Verein „ProJugend e. V.“ langfristig finanziert werden.

## Pfarrer
Seit der Reformationszeit können die Pfarrer lückenlos nachgewiesen werden. Die überschaubare Anzahl geht auf die in der Regel langen Amtszeiten zurück. 1624, zur Zeit des Pfarrers Geilfuß, soll sich im nur wenige Meter von der Kirche entfernten Wirtshaus (siehe Haus Paradiesgärtlein) ein wundersames Ereignis zugetragen haben.
- 129600000: Giselbert von Göns
- 133400000: „her Heynrich der pernere“
- 1370er, 1390er: Ebirhart Snauharte
- um 140000: Conrad der Zentgraf
- 1453, 1459: Heinrich Meyden
- 1530er000 : Jacob Cordtwage, erster evangelischer Pfarrer?
- 153700000: Johann Münster von Münzenberg
- 1543–1573: Gerlach Ebel(ius)
- 1573–1619: Justus Kissel, 1571–1573 Diakon
- 1620–1635: Justus Geilfus von Witzenhausen
- 1635–1655: Johann Balthasar Renner
- 1655–1690: Johann Peter Leun
- 1690–1726: Johann Kaspar Leun (Sohn von Johann Peter Leun), 1674–1690 Adjunkt
- 1726–1749: Johann Tobias Leun (Sohn von Johann Kaspar Leun), 1716–1726 Adjunkt
- 1749–1758: Christoph Ludwig Leun (Sohn von Johann Tobias Leun), 1748–1749 Adjunkt
- 1760–1805: Johannes Sell
- 1806–1813: Ludwig Wilhelm Christian Welcker
- 1813–1846: Georg Wilhelm Brumhard
- 1848–1874: Daniel Schlich
- 1876–1890: Carl Samuel Ernst Christoph Ludwig Strack
- 1890–1899: Heinrich Ludwig Walz
- 1900–1924: Theodor Weber
- 1925–1950: Ludwig Franz Karl Gustav Wilhelm Wahl
- 1950–1956: Karl Martin Hofmann
- 1956–1976: Karl-Hermann Alt
- 1977–1983: Rudolf Kreck
- 1984–1997: Eberhard Klein
- 1984–2017: Hartmut Völkner
- 2017–2020: Sylvia Grohmann
- seit 19970 : Achim Keßler
- 2021–2023: Stephan Ebelt (halbe Stelle)
- seit 20240 : Claudia Kuhn (halbe Stelle im Nachbarschaftsraum Lang-Göns/Großen-Linden)